# 明石西インターチェンジ

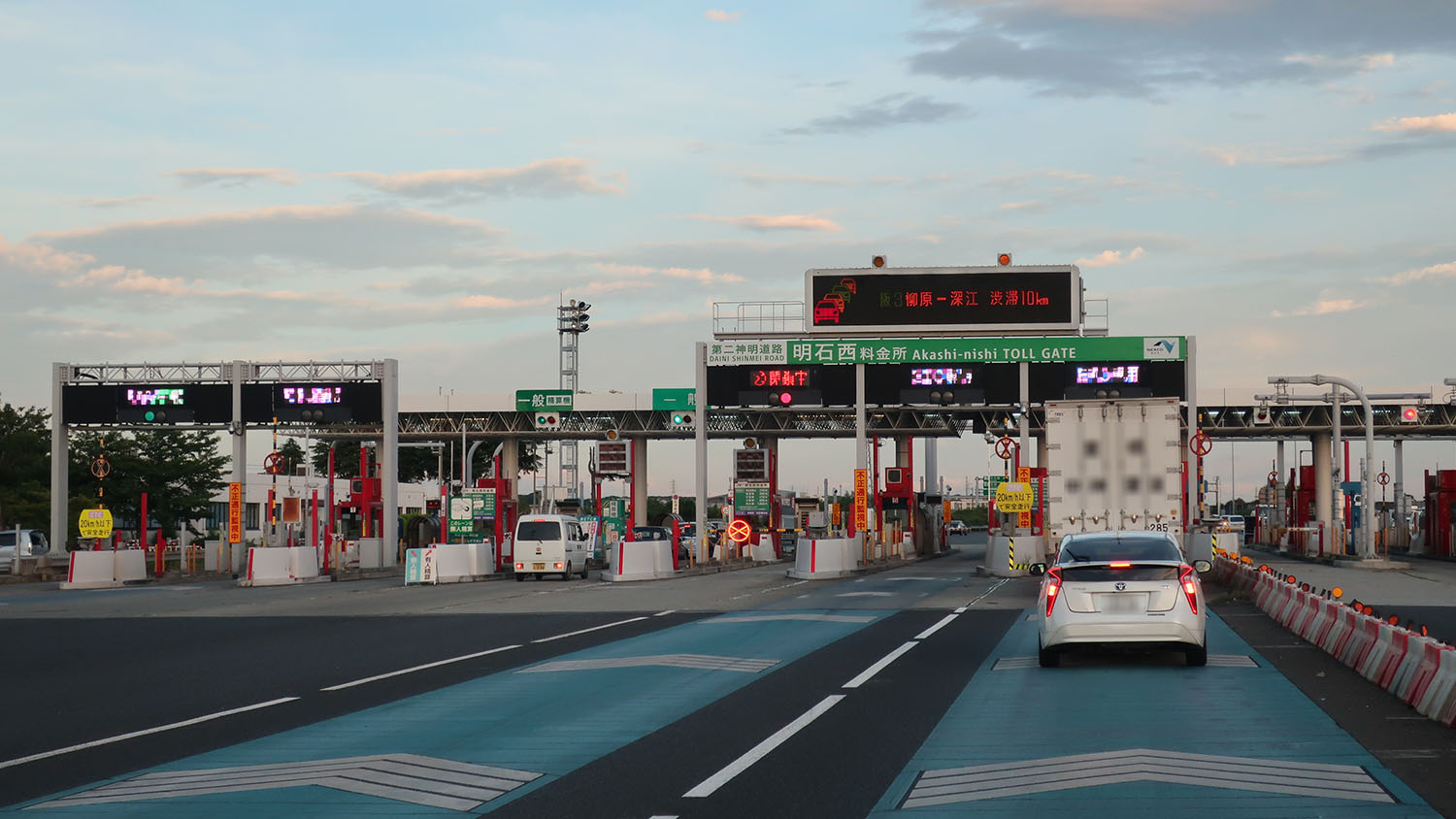
明石西料金所(2019年8月撮影)

明石西インターチェンジ（あかしにしインターチェンジ）は、第二神明道路のインターチェンジ及び加古川バイパス（国道2号）のランプ。兵庫県明石市魚住町清水にある。
第二神明道路の終点かつ加古川バイパスの起点である。地元では土山インターと呼ばれることもある。
兵庫県道514号志染土山線を挟んで東に第二神明道路、西に加古川バイパスがあり、第二神明道路には上下とも本線上に明石西料金所が設けられている。本項では、明石西料金所についても記述する。

## 道路
- E93 第二神明道路（8番）
- 加古川バイパス（国道2号）

## 明石西料金所
総ブース数：14

### 姫路方面
- ブース数：8
  - ETC専用：2
  - ETC/一般：2
  - 一般：4

### 須磨方面
- ブース数：6
  - ETC専用：3
  - ETC/一般：1
  - 一般：2

## 接続する道路
- 直接接続
  - 兵庫県道514号志染土山線
- 間接接続
  - 国道2号
  - 兵庫県道84号宗佐土山線
  - 兵庫県道208号二見港土山線

## 周辺
- 播磨町役場
- 稲美町役場
- 二見港
- 明石海浜公園
- 土山ゴルフ場
- JR神戸線（山陽本線）土山駅
- スーパーセンタートライアル明石西インター店
- イオン土山店

## 隣
E93 第二神明道路
(7) 大久保IC - (8) 明石西IC
加古川バイパス
明石西ランプ - 加古川東ランプ